# Кузьминцы (Удмуртия)
Кузьминцы — деревня в Якшур-Бодьинском районе Удмуртии. Входит в состав Старозятцинского сельского поселения. На 2023 год в деревне улиц или переулков не числится.

## География
Деревня находится в центральной части республики, в зоне хвойно-широколиственных лесов, между реками Каравайка и Ушнетка в 44 километрах (по шоссе) северо-западнее Якшур-Бодьи.

### Климат
Климат характеризуется как умеренно континентальный, с продолжительной холодной многоснежной зимой и относительно коротким тёплым летом. Среднегодовая многолетняя температура воздуха составляет 2,4 °С Средняя температура воздуха самого тёплого месяца (июля) — 18 °C (абсолютный максимум — 36,6 °C); самого холодного (января) — −15 °C (абсолютный минимум — −47,5 °C). Среднегодовое количество атмосферных осадков составляет 532 мм, из которых большая часть выпадает в тёплый период

## История
На 1891 год, согласно реестру селений и жителей, починок (Мельничанский) входил в состав Узинской волости Малмыжского уезда Вятской губернии

## Население
| 2010 | 2012 |
| ---- | ---- |
| 41   | ↘39  |

К 1891 году населяло 9 семей числом 52 человека

## Инфраструктура
Личное подсобное хозяйство с зоной сельскохозяйственного использования, индивидуальная застройка усадебного типа.
Основа экономики — сельское хозяйство.

## Транспорт
Деревня доступна автотранспортом.